# 野川商事 (山形県)
野川商事（のがわしょうじ）は、山形県天童市に本社を置く、地域に密着した事業を展開している企業。

## 沿革
- 1884年 - 初代野川元治が資本金100円で大豆商を久野本村（現在の天童市）で始める。
- 1962年
  - 「株式会社野川元治商店」、「株式会社野川電器商会」、「株式会社野川油店」、「株式会社大ニ商会」、「ナショナル自転車山形販売株式会社」の5社が合併、『総合商社野川商事株式会社』設立。
  - 「株式会社天童給食センター」設立。
- 1965年 - 「株式会社野川ファーム」設立 。
- 1975年 -
  - 「株式会社野川食肉食品センター」設立。初店舗びっくり市オープン。（現在の天童店）
  - 「株式会社野川宝石」設立。
- 1980年
  - 結婚式場「天王閣」オープン。
  - 「株式会社山形互助センター」設立。
  - 「株式会社野川石油」設立。
- 1985年
  - 「株式会社みうら食品」設立。
  - びっくり市山形店（現在の山形南店）オープン。
- 1989年 - 「野川商事株式会社」の農業関連事業を「（株）野川ファーム」に統合。
- 1990年 - 「（株）天童給食センター」尾花沢工場が、「株式会社野川給食センター」として独立。
- 1991年 - 「後藤商事株式会社」設立。
- 1998年
  - 「野川商事株式会社」のガス住宅設備部門を独立、「株式会社野川ガス住宅設備」設立。
  - 「野川商事株式会社」の酒・食品部門を「食肉センター」と統合。
- 2001年
  - 「（株）天童給食センター」の愛称を「てんきゅう」とし業務の大幅拡大。
  - 「（株）野川給食センター」工場を閉鎖、「（株）天童給食センター」に統合。
- 2009年 - 「（株）野川石油」営業を終了、燃料油および潤滑油部門は株式会社野川ガス住宅設備に合併継承。

## 関連会社

### 野川商事株式会社
- 事業内容：自転車・セメント、各種損害保険、不動産
- 設立：1962年7月23日
- 資本金：1億1500万円
- 従業員：16名
- 代表者：代表取締役社長 野川晶弘

### 株式会社天童給食センター
- 事業内容：宅配弁当、仕出料理、事業所の食堂運営
- 設立：1962年7月10日
- 資本金：3400万円
- 従業員：50名
- 代表者：代表取締役社長 野川勝史

### 株式会社野川ファーム
- 事業内容：飼料、肥料、農業資材、食品、各種果物、農産物
- 設立：1965年10月1日
- 資本金：2000万円
- 従業員：39名
- 代表者：代表取締役社長 細谷浩司

### 株式会社野川宝石
- 事業内容：貴金属、宝石、時計、贈答品
- 設立：1975年1月21日
- 資本金：2000万円
- 従業員：9名
- 代表者：代表取締役 野川芳雄

### 株式会社野川食肉食品センター
- 事業内容：各種食肉卸・スーパー「びっくり市」
- 設立：1975年1月21日
- 資本金：3000万円
- 従業員：135名
- 代表者：代表取締役社長 野川喜弘

### 株式会社山形互助センター
- 事業内容：冠婚葬祭
- 設立：1980年11月
- 資本金：1000万円
- 従業員：5名
- 代表者：代表取締役社長 野川勝史

### 株式会社みうら食品
- 事業内容：各種乾麺製造・販売
- 設立：1985年7月25日
- 資本金：2000万円
- 従業員：33名
- 代表者：代表取締役社長 藤田健憲

### 株式会社野川ガス住宅設備
- 事業内容：LPガス、各種住設機器、家電製品、リフォーム工事、冷暖房、空調設備、上下水道、燃料油、潤滑油
- 設立：1998年9月1日
- 資本金：2000万円
- 従業員：17名
- 代表者：代表取締役社長 野川晶弘